# 笠井一彦
笠井 一彦（かさい かずひこ、1938年12月28日（86歳） - ）は、東京生まれの俳優。山田洋次、黒澤明等の映画やテレビドラマで名脇役として活躍、中でも『男はつらいよ』では「タコ社長」が経営する朝日印刷の中村として第15作から第48作まで好演。

## 人物
山梨県立都留高等学校卒。血液型はAB型。身長164cm。体重65kg。趣味はダイビング。

## 出演

### 舞台
『青年座公演』主な出演作・役名
- 奢りの岬（俳優座劇場、1965年） - 老人3
- 肥前風土記（紀伊國屋ホール、1966年） - 捕手1
- ばんどり騒乱記（砂防会館ホール、1966年） - 虎松

### 映画
- 栄光への5000キロ（石原プロモーション、1969年）
- 男はつらいよ（松竹） - 印刷会社工員 中村君 役

第15作『男はつらいよ 寅次郎相合い傘』(1975年)から第48作『男はつらいよ 寅次郎紅の花』(1995年)の34作品
- 同胞（1975年、松竹）
- 幸福の黄色いハンカチ（1977年、松竹） - 警官 役
- オレンジロード急行（1978年、松竹）
- 遥かなる山の呼び声（1980年、松竹）
- まあだだよ（1993年、大映）
- 虹をつかむ男（1996年、松竹）
- 学校III（1998年、松竹ほか）

### テレビドラマ
- 快獣ブースカ（NTV）
- おやじ太鼓 第19話（1968年、TBS） - 洗濯屋
- トランプ台上の首（TBS）
- いばらの償い（TBS）
- はぐれ刑事純情派（1999年、2003年、テレビ朝日）
- 連続テレビ小説さくら（NHK総合）
- 火曜サスペンス劇場（日本テレビ）「追跡」（1997年5月13日） - 里中和雄巡査[2]
- 土曜ワイド劇場（テレビ朝日）
  - 終着駅シリーズ第18作・第21作・第22作・第23作・第24作（2005年、2007年、2009年、2010年） - 警視庁新宿西警察署 鑑識官 海野 役

#### その他
- マジカル頭脳パワー!! / マジカルミステリー劇場 第47話「beautifulな女達」（1992年、NTV） - 栗田警部 役

### CM
- ダイエー(1976-77年) - オレンジSコートの店長役